# Розенфельд, Лев Маркович
Лев Маркович Розенфельд (15 ноября 1911 года, Одесса — 1993) — советский учёный-теплофизик и педагог, заместитель директора Института теплофизики им. С. С. Кутателадзе СО АН СССР.

## Биография
Окончил Ленинградский технологический институт холодильной промышленности (1929—1933), защитил кандидатскую (1936) и докторскую (1946) диссертации.
Ассистент (1934), доцент (1938), профессор (1948) кафедры холодильных машин ЛТИХП, с 1950 г. зав. кафедрой.
Во время войны — зам. начальника лаборатории (1941—1943), разрабатывал методы намораживания льда на опасных участках «Дороги жизни». Награждён медалью «За оборону Ленинграда».
С 1964 года работал в Институте теплофизики им. С. С. Кутателадзе СО АН СССР (Новосибирск): руководитель группы, зав. отделом, заместитель директора. По совместительству — профессор кафедры теплофизики Новосибирского университета.
Один из разработчиков термотрансформаторов — установок для получения холода за счет тепла.
Был председателем Совета картинной галереи Дома учёных СО АН СССР, коллекционировал картины. Вместе с Михаилом Макаренко организовал в 1965-1968 годах несколько выставок русского авангарда в Академгородке СО АН.
Награды
Награждён орденами Трудового Красного Знамени, «Знак Почёта», тремя медалями СССР, золотой медалью ВДНХ.

## Сочинения
- Холодильные машины и аппараты [Текст] : учебник для вузов / Л. М. Розенфельд, А. Г. Ткачев. — 2-е изд., перераб. и доп. — М. : Госторгиздат, 1960. — 956 с. — 12000 экз.
- Л. М. Розенфельд, А. Г. Ткачев. Холодильные машины и аппараты [Учебник для технол. Ин-тов]. Москва Госторгиздат 1955 584 с. ил. 27 см
- Л. М. Розенфельд, И. Д. Воробьёва. Математическая модель термодинамического поля гелия Новосибирск [б. и.] 1973 158 с., 5 отд. л. граф. табл. 20 см
- Розенфельд, Лев Маркович, Ткачев А. Г., Гуревич Е. С. Примеры и расчеты холодильных машин и аппаратов : Учеб. пособие для вузов М.: Госторгиздат, 1960 :237,1 с.: ил.